# ビーチクラフト スタッガーウィング

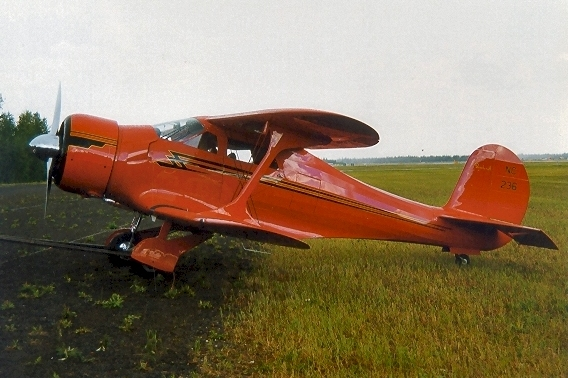
モデル17 スタッガーウィング

ビーチクラフト モデル17 スタッガーウィング (Beechcraft Model 17 Staggerwing) は、アメリカ合衆国の民間機で、ビーチクラフトが製作した最初の機体である。複葉機で、2枚の主翼のうち上翼が下翼より後ろにある負の食い違いを持つことを特徴としている。1932年11月4日に初飛行した。420馬力エンジン搭載のモデル17Rは326 km/hの最高速度を記録し、当時の戦闘機並みの性能を示した。軍用としてもUC-43 トラベラー（UC-43 Traveler）の名称で高官輸送機などとして使用された。

## 概要
クライド・セスナらとトラベルエアを設立したウオルター・ビーチが、トラベルエアをやめて1932年4月に自らの会社を設立し製作した機体である。トラベルエアでの最終作が16型なので、第1作を17と命名した。複葉機で木金混合構造であるが、空気抵抗の少ない設計が高性能を生んだ。
一般に、複葉機の形状で上翼と下翼の前後位置をずらす場合（スタッガーと呼ぶ）、上翼を前に出すのが普通である。なぜなら、翼の上下を比較すると、上側を通る気流の乱れの方が大きく、また下翼によって乱された気流の中に上翼を置かない方がいいからである。しかし、本機はそれを敢えて逆に配置している。そのため、特に着陸時の迎え角が大きい時など、負の食い違いをつけた機体は不安定になることが予測され、本機も初期の機体は離着陸が難しかったという。その代わりに得られたものは操縦席からの上方の視界であり、構造的な強度にも寄与した。さらにこの配置でかえって高性能を発揮したことで本機の知名度は上がり、ビーチ社は（特に地上における）操縦性の簡易化に重点を置き改良を進めていった。こうして本機は1948年までに785機が生産され、ビーチ社の初期における成功の鍵とも言うべき機体となったのである。

## 日本での運用
日本では、1936年に日本航空輸送がローカル線用にC17Eを輸入し、同年9月29日より運用を開始。1938年には、立川飛行機が製造権を購入してC17Eのライセンス生産を始め、1939年4月までに20機を生産し、大日本航空や官庁へと納入。警備用機となったものもあった。その後、生産は東京飛行機製作所に移されたが、こちらでは1機のみの製作に止まった。
また、1941年頃にはトヨタ自動車工業が研究用として入手し、これを参考にした小型機の試作を行ったが、太平洋戦争の終戦によって未成に終わっている。

## 派生型
モデル17
試作型。降着装置は固定式だが、飛行中はスパッツ内に収納できる。
モデル17R
最初の量産型。エンジンはライト製R-975-E2 ホワールウィンド（420 hp）を搭載。
モデルA17F
出力増加型。ライト製R-1820-F11エンジン（690 hp）を搭載。
モデルA17FS
出力増加型。スーパーチャージャー付きのライト製SR-1820-F3エンジン（710 hp）を搭載。
モデルB17B
ジェイコブス製L-5エンジン（285 hp）を搭載。
モデルB17E
ライト製R-760-E1（285 hp）エンジン搭載。
モデルB17L
ジェイコブズ製L-4エンジン（225 hp）搭載。より厚い翼断面を持つ下翼を採用したことで、降着装置は完全引き込み式となった。
モデルB17R
ライト製ホワールウィンドエンジンと計器飛行用の計器を搭載。アメリカ陸軍に徴用された機体の呼称はUC-43H。
モデルC17B
ジェイコブズ製L-5エンジンを搭載し、上翼にフラップを追加、機体構造を全面的に改良。アメリカ陸軍に徴用された機体の呼称はUC-43G。
モデルC17E
ライト製R-760-E1エンジン搭載。
モデルC17L
ジェイコブズ製L-4エンジン搭載。アメリカ陸軍に徴用された機体の呼称はUC-43J。
モデルC17R
ライト製ホワールウィンドエンジン搭載。アメリカ陸軍に徴用された機体の呼称はUC-43E。アメリカ海軍が購入した機体はJB-1と呼ばれる。
モデルD17A
ライト製R-760-E2エンジン搭載。アメリカ陸軍に徴用された機体の呼称はUC-43F。
モデルD17R
ライト製ホワールウィンドエンジン搭載。アメリカ陸軍に徴用された機体の呼称はUC-43A。
モデルD17S
P&W製R-985-AN-1エンジン（480 hp）搭載。アメリカ陸軍に徴用された機体の呼称はUC-43B。
モデルD17W
スーパーチャージャー付きのP&W製R-985-SC-Gエンジン（　600 hp）搭載。アメリカ陸軍に徴用された機体の呼称はUC-43K。
モデルE17B
ジェイコブズ製L-5エンジン搭載。アメリカ陸軍に徴用された機体の呼称はUC-43D。
モデルE17L
ジェイコブズ製L-4エンジン搭載。
モデルF17D
戦前の最終型。胴体を延長し、ジェイコブズ製L-6エンジン（330 hp）を搭載。アメリカ陸軍に徴用された機体の呼称はUC-43C。
モデルG17S
戦後型。P&W製R-985-AN-4エンジン（450 hp）を搭載。
UC-43
アメリカ陸軍が発注した機体。P&W製R-985-AN-1エンジン搭載。イギリスにも30機が供与された。
GB-1/2
アメリカ海軍向け。モデルD17相当。

## 採用国（軍用）

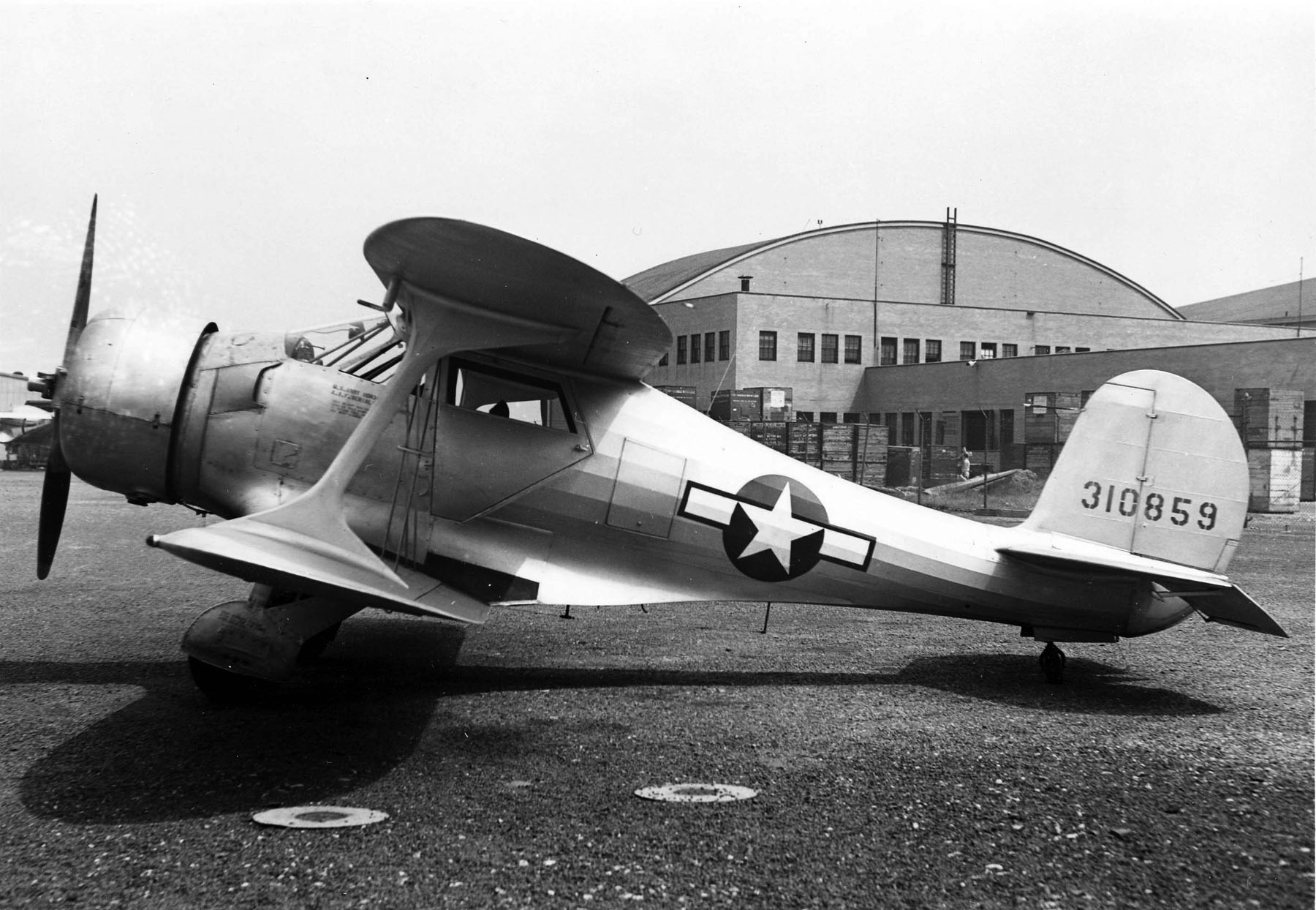
アメリカ陸軍のUC-43 トラベラー

オーストラリア
 ボリビア
 ブラジル
 中華民国
 キューバ
 エチオピア帝国
 フィンランド
 ホンジュラス
 オランダ
 ニュージーランド
 ペルー
 スペイン
 イギリス
 アメリカ合衆国
 ウルグアイ

## 要目（モデルG17S）
- 全長：8.15 m
- 全幅：9.75 m
- 全高：2.44 m
- 翼面積：27.54 m2
- 空虚重量：1,270 kg
- 最大離陸重量：1,928 kg
- エンジン：P&W R-985-AN-4星形エンジン（450 hp） × 1
- 最高速度：341 km/h（最適高度）
- 巡航速度：298 km/h（高度9,500 ft）
- 実用上昇限度：6,095 m
- 航続距離：1,609 km
- 乗客：3名
- 乗員：1名

## 登場作品
『機動戦士Ζガンダム』
登場人物の1人であるベルトーチカ・イルマの愛機は本機のレプリカという設定。スミソニアン博物館（国立航空宇宙博物館と思われる）に展示されていたものをベルトーチカが気に入って買い取り、さらに手を加えたとされている。劇中では「コメット」の愛称で呼ばれる。
『ザ・クルー』シリーズ
2、及びMFにプレイアブル機体として登場。